# Divizia 1 Cavalerie (1916-1918)
Divizia 1 Cavalerie a fost o mare unitate de nivel tactic care s-a constituit la 25 august/7 septembrie 1916, prin mobilizarea unităților sale existente la pace. Comandamentul diviziei era la București.:Anexa 10, p. 12
Divizia  a făcut parte din organica Armatei 3. La intrarea în război, Divizia 1 Cavalerie a fost comandată de generalul de brigadă Ioan Herescu. Divizia a participat la acțiunile militare pe frontul românesc, pe toată perioada războiului, între 27 august 1916 - 11 noiembrie 1918. 

## Ordinea de bătaie la mobilizare
La declararea mobilizării, la 27 august 1916, Divizia 1 Cavalerie a intrat în subordinea Armatei 3, comandată de generalul de divizie Mihail Aslan 
Ordinea de bătaie a diviziei era următoarea:

- Divizia 1 Cavalerie

- Detașamentul 1 Cicliști
- Brigada 1 Roșiori

- Regimentul 1 Roșiori
- Regimentul 10 Roșiori

- Brigada 2 Roșiori

- Regimentul 4 Roșiori „Regina Maria”
- Regimentul 9 Roșiori

- Brigada 3 Roșiori

- Regimentul 5 Roșiori „Împăratul Nicolae al II-lea”
- Regimentul 3 Călărași

- Divizionul 1 Artilerie Călăreață
- Escadrila 1 Aviație
- Detașamentul 1 Mitraliere (12 mitraliere)

Forța combativă a diviziei era de 24 de escadroane de cavalerie și 3 baterii de artilerie.:Anexa 10, p. 12

## Reorganizări pe perioada războiului
În prima jumătate a anului 1917, Divizia 1 Cavalerie s-a reorganizat în spatele frontului. Divizia a fost inclusă în compunerea de luptă a Corpului de Cavalerie, alături de Divizia 2 Cavalerie. Corpul de Cavalerie era comandat de generalul de brigadă Nicolae Sinescu.
Ordinea de bătaie a diviziei era următoarea::p. 199
- Divizia 1 Cavalerie

- Brigada 1 Cavalerie pe jos

- Regimentul 1 Roșiori pe jos
- Regimentul 3 Călărași pe jos

- Brigada 2 Roșiori

- Regimentul 4 Roșiori
- Regimentul 9 Roșiori

- Brigada 3 Roșiori

- Regimentul 5 Roșiori
- Regimentul 10 Roșiori

- Divizionul 1 Artilerie Călăreață
- Grupul 1 Automitraliere

Forța combativă a diviziei era de 16 de escadroane de cavalerie (călare), 6 de escadroane de cavalerie (pe jos) și 3 baterii de artilerie.:p. 199

## Comandanți
Pe perioada desfășurării Primului Război Mondial, Divizia 1 Cavalerie a avut următorii comandanți:
| Gradul             | Numele               | Perioada                               | Imagine |
| ------------------ | -------------------- | -------------------------------------- | ------- |
| General de brigadă | Ioan Herescu         | 15 august 1916 - 24 septembrie 1916    |         |
| General de brigadă | Nicolae Botea        | 25 septembrie 1916 - 17 noiembrie 1916 |         |
| Colonel            | Gheorghe Rusescu     | 18 noiembrie 1916 - 22 decembrie 1916  |         |
| Colonel            | Mihail Schina        | 23 decembrie 1916 - 1 iulie 1919       |         |
| General de brigadă | Romulus Scărișoreanu | 1 iulie 1919 - 1 mai 1920              |         |